# Closterus jordani
Closterus jordani är en skalbaggsart som beskrevs av Boppe 1912. Closterus jordani ingår i släktet Closterus och familjen långhorningar.
Artens utbredningsområde är Madagaskar. Inga underarter finns listade i Catalogue of Life.